# Therippia
Therippia is een kevergeslacht uit de familie van de boktorren (Cerambycidae). De wetenschappelijke naam van het geslacht werd voor het eerst geldig gepubliceerd in 1865 door Pascoe.

## Soorten
Therippia omvat de volgende soorten:
- Therippia affinis Breuning, 1938
- Therippia latefasciata Breuning, 1936
- Therippia mediofasciata Breuning, 1935
- Therippia triloba (Pascoe, 1859)
- Therippia decorata Pascoe, 1865
- Therippia signata (Gahan, 1890)